# Djourouf Al Ahmar
Le Djourouf Al Ahmar (ou Djourf Al Ahmar, Djourouf Al Amar) est un des trois départements composant la région du ouaddaï au Tchad. Son chef-lieu est Am Dam.

## Subdivisions
Le département du Djourouf Al Ahmar est divisé en trois sous-préfectures :
- Am Dam
- Magrane
- Haouich

## Administration
Préfets du Djourouf Al Ahmar (depuis 2002)
- 9 octobre 2009 : M'Bodou Moussaye Kitchi[1]